# غراهام هارمان
غراهام هارمان (بالإنجليزية: Graham Harman)‏ هو فيلسوف أمريكي، ولد في 9 مايو 1968 في آيوا سيتي في الولايات المتحدة.